# Abbotsham
Abbotsham – wieś w Anglii, w hrabstwie Devon, w dystrykcie Torridge.